# Feldpostnummer

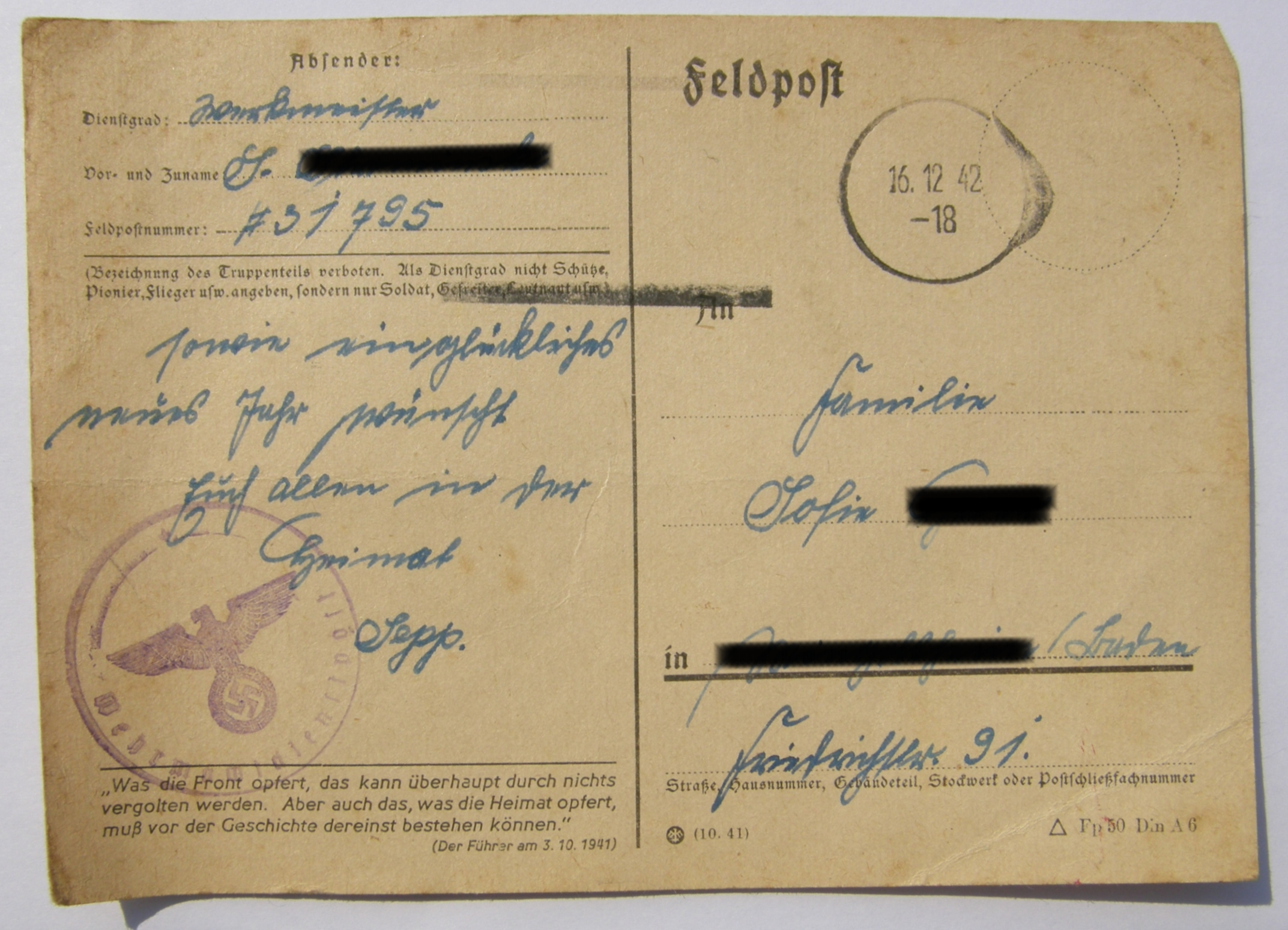
Feldpostkarte mit der Feldpostnummer #31795; entsprechend dem Pionierbataillon 196 der 100. Jäger-Division (Wehrmacht)

Die deutsche Feldpostnummer war eine Art Postleitzahl für Sendungen der Feldpost bzw. Luftfeldpost. Jeder militärischen Einheit war eine bestimmte Feldpostnummer zugeordnet.

## Aufbau
Während des Zweiten Weltkriegs war die Feldpostnummer in der Regel fünfstellig. Das Nummernsystem begann mit 00 001 und endete mit der Vergabe von 80 000er-Nummern. Sechsstellige Nummern finden sich vor Kriegsbeginn als „Übungspostnummern“ bzw. während des Zweiten Weltkrieges als „Sammel-Feldpostnummern“ großer Truppenkonzentrationen (Bsp. Festung Posen: 123 321).
Angehängte Buchstaben bezeichneten untergeordnete Einheiten (Führungsstäbe, Kompanien). Vorangestellte Buchstaben bedeuteten:
- L für Einheiten der Luftwaffe (zusätzliche Angabe des Luftgaupostamts; abgekürzt LGPA),
- M für Einheiten der Kriegsmarine,
- SCH für Einheiten des Küstenschutzes (zusammen mit Angabe des Abholpostamts).

Sinn des Feldpostnummern-Systems war die Tarnung des Aufenthaltsortes entsprechender Truppeneinheiten und -verbände. Angehörige von Wehrmachtsoldaten erhielten durch sogenannte „Benachrichtigungskarten“ die jeweilige Feldpostnummer des Soldaten mitgeteilt, um ihm schreiben zu können. Schrieb der Soldat während einer Standortverlagerung seiner Einheit nach Hause, ist auf Feldpostbriefen anstatt der Feldpostnummer auch nur die Bemerkung „in Marsch“ zu finden, da ihm während dieser Zeit keine Post zugestellt werden konnte. Grundsätzlich behielt jede Einheit die ihr vergebene Feldpostnummer. Eine Vergabe der Nummer erfolgte jedoch dann zwei-/mehrfach, wenn z. B. Einheiten aufgelöst wurden oder – bedingt durch Kampfhandlungen – in Verlust gingen.
Das Nummernsystem wurde sowohl für Wehrmachtteile (Heer, Kriegsmarine, Luftwaffe) als auch für Waffen-SS-Verbände, Einheiten der Organisation Todt, des Reichsarbeitsdienstes (RAD), der Technischen Nothilfe, Dienststellen bzw. Einheiten des Zollgrenzschutzes sowie der Reichsbahn verwendet. Ebenso sind Feldpostnummern für die Regierungstruppen des Protektorats Böhmen und Mähren unter „Wehrmachtaufsicht“ und – gegen Kriegsende – für italienische internierte Truppenteile bekannt.
Die Feldpostnummern wurden nach einem Zufallsprinzip vergeben. Ein Rückschluss auf einen Truppenverband aus dieser Nummer heraus war nicht möglich. Eine typische Anschrift in getarnter Form lautete: Dienstgrad, Name, Feldpostnummer. Halboffene Anschriften enthielten zusätzlich noch Angaben zu Leit- oder Abholpostämtern.
Die Beförderungswege unter Nutzung von Feldpostnummern konnten sein:
- Front-Heimat,
- Heimat-Front,
- Front-Front.

In der Landsersprache wurden gegnerische Soldaten scherzhaft als „Kollegen von der anderen Feldpostnummer“ bezeichnet. Im Spielfilm „Fronttheater“ (1942) sucht Heli Finkenzeller ihren Mann René Deltgen in Griechenland, wobei ihr als einziger Anhaltspunkt die Feldpostnummer 88000 dient.

## Feldpostnummern-Bedeutung heute
Dem genannten System kommt selbst heute noch bei der Suche nach vermissten Soldaten des Zweiten Weltkrieges Bedeutung zu. Über die Kenntnis von Feldpostnummern/Truppenstandorten ist eine örtliche Eingrenzung des Suchgebietes möglich, um ggf. menschliche Überreste von Soldaten bergen und identifizieren zu können (vgl. Tätigkeit von WASt/Deutsche Dienststelle und Volksbund Deutsche Kriegsgräberfürsorge e. V.).

## Vergleichbares im Ausland
Ein der deutschen Feldpostnummer vergleichbares System verwendeten die Streitkräfte der UdSSR. Hier wurden ebenfalls fünfstellige Nummern sehr weitgehend zur verdeckten Bezeichnung des Truppenteils (russisch Войсковая часть Woiskowaja tschast; alle Regimenter, selbständigen Bataillone bzw. Kompanien und Schiffe) verwendet. Die Nummern waren etwa auf Dienstsiegeln oder bei Gebäudebeschilderungen etc. anzutreffen („Truppenteil 48240“, „Stab des Truppenteils 55301“ usw.).
Nachfolgeeinrichtungen wie die russischen oder ukrainischen Streitkräfte behielten dieses Bezeichnungssystem bei.
Die Armee in der Schweiz nutzt bis heute die sogenannte Militärleitzahl.